# Barylypa rileyi
Barylypa rileyi är en stekelart som beskrevs av Dasch 1984. Barylypa rileyi ingår i släktet Barylypa och familjen brokparasitsteklar. Inga underarter finns listade.